# Diócesis de Changde
La diócesis de Changde o de Changteh (en latín: Dioecesis Ciamteana y en chino: 天主教常德教区) es una circunscripción eclesiástica de la Iglesia católica en China. Se trata de una diócesis latina, sufragánea de la arquidiócesis de Changsha. Desde el 25 de abril de 2012 su administrador apostólico es el arzobispo Methodius Qu Ailin, obispo de la diócesis oficial de Hunán, aunque para el Anuario Pontificio está vacante desde el 23 de abril de 1965. La Asociación Patriótica Católica China, luego de un reordenamiento de sus límites, en 1999 la fusionó en su nueva diócesis de Hunán, junto con la arquidiócesis de Changsha, las diócesis de Hengzhou y Yuanling y las prefecturas apostólicas de Yueyang, Yongzhou, Xiangtan, Lizhou y Baoqing, sin el asentimiento de la Santa Sede. 

## Territorio y organización
La diócesis tiene 10 000 km² y extiende su jurisdicción sobre los fieles católicos de rito latino residentes en la parte septentrional  de la provincia de Hunán. 
La sede de la diócesis se encuentra en la ciudad de Changde, en donde se halla la Catedral de la Inmaculada Concepción. Sin embargo, desde la erección de la diócesis oficial de Hunán la sede de esta circunscripción patriótica se encuentra en la ciudad de Changsha, en donde se halla la Catedral de la Inmaculada Concepción.
En 1950 en la diócesis existían 6 parroquias.

## Historia
El vicariato apostólico de Hunán Septentrional fue erigido el 19 de septiembre de 1879, obteniendo el territorio del vicariato apostólico de Hunán (hoy arquidiócesis de Changsha).
El 3 de diciembre de 1924 tomó el nombre de vicariato apostólico de Changde en virtud del decreto Vicarii et Praefecti de la Congregación de Propaganda Fide.
Posteriormente cedió partes de su territorio para la erección de:
- la prefectura apostólica de Shenchow (hoy diócesis de Yuanling) el 13 de marzo de 1925 mediante el breve Quae rei sacrae del papa Pío XI;[2]
- la prefectura apostólica de Lizhou el 6 de mayo de 1931 mediante el breve Cum anno quintodecimo del papa Pío XI;[3]
- la prefectura apostólica de Yueyang el 7 de mayo de 1931 mediante el breve Ob nimiam latitudinem del papa Pío XI;[4]
- la prefectura apostólica de Xiangtan el 1 de julio de 1937 mediante la bula Ad evangelicam veritatem del papa Pío XI.[5]

El 11 de abril de 1946 el vicariato apostólico se convirtió en diócesis con la bula Quotidie Nos del papa Pío XII.
En el verano de 1949 la ciudad de Changde fue ocupada por el Partido Comunista de China, que se impuso en la guerra civil y proclamó la República Popular China el 1 de octubre de 1949. El 4 de septiembre de 1951 China comunista expulsó al nuncio apostólico Antonio Riberi y la Santa Sede continuó reconociendo a la República de China en Taiwán como el legítimo gobierno chino. Todos los misioneros extranjeros fueron expulsados de China comunista en 1952, entre ellos el obispo Gerardo Faustino Herrero Garrote.
La Asociación Patriótica Católica China fue creada con el apoyo de la Oficina de Asuntos Religiosos de la República Popular de China en 1957, con el objetivo de controlar las actividades de los católicos en China. Su nombre público es Iglesia católica china y es referida como la "Iglesia oficial" en contraposición a la "Iglesia subterránea" o "Iglesia clandestina" leal a la Santa Sede.
En el período de 1966 a 1976 la Revolución Cultural se ensañó especialmente contra la religión, destruyéndose numerosas iglesias y cesaron todas las actividades religiosas en la diócesis, que pudo reanudar sus operaciones a principios de la década de 1980.
Poco se sabe sobre el destino de la diócesis tras la llegada al poder del régimen comunista. En 1979 obispo perteneciente a la Asociación Patriótica Católica China, no reconocida por Roma, era Michael Yan Gao-jian, fallecido en 1995.
La Asociación Patriótica Católica China redujo la arquidiócesis de Changsha a diócesis de Changsha en fecha no precisada, luego, en 1991, efectuó un reordenamiento de sus límites cuando las diócesis de Changsha, Changde, Hengzhou, Yuanling y las prefecturas apostólicas de Yueyang, Yongzhou, Xiangtan, Lizhou y Baoqing fueron reordenadas en 6 diócesis: Changsha, Hengyang, Changde, Yueyang, Lixian y Yuanling. En 1999 las 6 diócesis patrióticas fueron fusionadas en una circunscripción única, la diócesis de Hunán, con sede en Changsha, sin el asentimiento de la Santa Sede.
El 22 de septiembre de 2018 se firmó en Pekín el Acuerdo provisional entre la Santa Sede y la República Popular de China sobre el nombramiento de los obispos. El 22 de octubre de 2020 el acuerdo fue prorrogado por otros dos años y en octubre de 2022 por otros dos años más.
Debido a la situación particular de la Iglesia católica en China, la Santa Sede no nombra obispos para las diócesis chinas, que son sedes oficialmente vacantes incluso en presencia de obispos reconocidos por Roma.

## Estadísticas
Según el Anuario Pontificio 2002 la diócesis tenía a fines de 1950 un total de 6690 fieles bautizados.
| Año                                                                             | Población            | Población | Población      | Sacerdotes | Sacerdotes    | Sacerdotes    | Bautizados por sacerdote | Diáconos permanentes | Religiosos | Religiosos | Parroquias |
| Año                                                                             | Bautizados católicos | Total     | % de católicos | Total      | Clero secular | Clero regular | Bautizados por sacerdote | Diáconos permanentes | Varones    | Mujeres    | Parroquias |
| ------------------------------------------------------------------------------- | -------------------- | --------- | -------------- | ---------- | ------------- | ------------- | ------------------------ | -------------------- | ---------- | ---------- | ---------- |
| 1950                                                                            | 6690                 | 3 200 000 | 0.2            | 12         | 4             | 8             | 557                      |                      | 5          | 4          | 6          |
| Fuente: Catholic-Hierarchy, que a su vez toma los datos del Anuario Pontificio. |                      |           |                |            |               |               |                          |                      |            |            |            |

## Episcopologio
- Elías Suárez, O.S.A. † (19 de septiembre de 1879-25 de julio de 1884 renunció)
- Saturnino de La Torre Merino, O.S.A. † (25 de julio de 1884-1896 renunció)
- Luis Pérez y Pérez, O.S.A. † (10 de marzo de 1896-15 de abril de 1910 falleció)
- Juvencio Hospital de la Puebla, O.S.A. † (18 de septiembre de 1911-marzo de 1917 renunció)
- Ángel Diego y Carbajal, O.S.A. † (22 de marzo de 1917-16 de noviembre de 1938 retirado)
- Gerardo Faustino Herrero Garrote, O.S.A. † (11 de diciembre de 1939-23 de abril de 1965 falleció)
  - Sede vacante
  - Michael Yan Gao-jian, O.S.A. (26 de octubre de 1958 consagrado-20 de enero de 1995 falleció)
  - Methodius Qu Ailin, consagrado el 25 de abril de 2012 (administrador, obispo de la diócesis oficial de Hunán)